# Relaciones Navarra-País Vasco
La comunidad autónoma del País Vasco y la Comunidad Foral de Navarra mantienen relaciones complejas y políticamente controvertidas, con posicionamientos e identidades diferenciadas que conviven con elementos comunes. Según una encuesta del Diario de Navarra de 2023, el 36 % de los navarros se siente vasco, mientras que el sentimiento español llega al 56 % de los votantes.
La Constitución española permite la integración de Navarra en el País Vasco en su disposición transitoria cuarta.
Tanto Navarra como el País Vasco comparten la pervivencia de la foralidad o la presencia del euskera. Existen tradiciones deportivas comunes a ambas comunidades como la pelota vasca y el deporte rural vasco. Aunque la mayoría de navarros apoyan el estrechamiento de relaciones con el País Vasco, en 2016 casi tres cuartos de la población rechaza una anexión o integración plena.

## Relaciones histórico-políticas

### Reino de Navarra (sigloXII)
Los territorios que hoy conforman las comunidades autónomas del País Vasco y Navarra tuvieron una historia institucional común durante el siglo XII, cuando ambas pertenecieron al reino de Navarra. Álava y Vizcaya tenían estatus jurídicos variados (parte de la primera como condado de Álava y, en el caso de Vizcaya, como el señorío de Vizcaya propiamente dicho, las Encartaciones y el Duranguesado), que pertenecieron (el Señorío de Vizcaya durante el reinado de Sancho III de Navarra y en sus alianzas cambiantes, de nuevo con Alfonso el Batallador hasta 1135), junto con otros territorios, al reino de Navarra medieval (en todas ellas hay ciudades que fueron fundadas por monarcas de este reino), pasando en diversas épocas del siglo XII y mediante procesos diferentes, a la Corona de Castilla (véase Conquista de Navarra). El reino de Navarra pervivió hasta el siglo XVI como ente independiente hasta que se produjo la invasión del reino por Fernando el Católico, el cual se hizo coronar como rey de Navarra, incorporándose así la Navarra peninsular (la Alta Navarra) a la monarquía hispánica.
Una vez conquistadas e incorporadas a la Corona de Castilla, Álava, Guipúzcoa y Vizcaya, todas con regímenes forales específicos y similares, pero no comunes, carecieron igualmente de historia institucional común hasta 1936, cuando ya comenzada la Guerra Civil, la Segunda República aprobó el Estatuto de Autonomía del País Vasco de 1936, en vigor hasta la ocupación de Vizcaya por las tropas franquistas en 1937.

### Cantabria
Al menos durante la Edad Moderna, las provincias de Álava, Vizcaya, Guipúzcoa y el Reino de Navarra eran denominadas en su conjunto como Cantabria. Esta denominación no se emplea hoy en día para este territorio, ya que en la actualidad este término hace referencia a la comunidad autónoma de Cantabria que es colindante con el límite occidental de Vizcaya.
En la constitución en Cádiz del patronato para adquirir la capilla mayor de la cofradía de los vascos, en la iglesia de San Agustín, el año 1687, se establece que : 

En caso de descaecer notablemente dicha hermandad y pasar de hijos y naturales de los cuatro nobilisimas provincias de Cantabria o cualquiera de ellas a otro que lo sean de otras partes...

 y deciden pintar en la bóveda central de la iglesia los escudos de las cuatro provincias, que aún hoy se pueden contemplar.
La actual Real Congregación de Naturales y Originarios de las Tres Provincias Vascongadas se llamó en su origen Real Congregación Nacional de Hijos, y Originarios de las tres muy nobles, y muy leales provincias de Cantabria.
José Cadalso, en sus Cartas marruecas escribe: 

En efecto, los cántabros, entendiendo por este nombre todos los que hablan el idioma vizcaíno, son unos pueblos sencillos y de notoria probidad. Fueron los primeros marineros de Europa, y han mantenido siempre la fama de excelentes hombres de mar.
Carta XXVI

Gobiernos Generales propuestos en el Decreto de Escosura de 1847. El Gobierno General de Cantabria estaba formado por las provincias de Alava, Guipúzcoa, Vizcaya y Navarra

El Real Decreto de 29 de septiembre de 1847 denominó Cantabria a uno de los once gobiernos generales creados para la península. Su capital era Pamplona, y estaba formado por las provincias de Alava, Guipúzcoa, Vizcaya y Navarra.
Pablo Gorosábel concluye su capítulo VI del libro primero de su Noticia de las cosas memorables de Guipúzcoa escribiendo: 

Queda, por consiguiente, justificado que los moradores de estas tres provincias Vascongadas se llamaron cántabros no solo en los tiempos que precedieron al imperio de Augusto, sino también después de éste en el estilo vulgar. No obsta que la Cantabria legítima, o sea, considerada como región particular, estuviese reducida a las montañas de Santander con la parte occidental de Vizcaya, según se expresó anteriormente. Por lo demás, es una cosa reconocida por todos que desde el tiempo de los godos el territorio de la Cantabria se prolongó a estas tres provincias vascongadas, que formaron su población principal, confundiéndose de esta. manera su primitivo estado. Creo que lo que dejo manifestado es muy suficiente para el objeto de la presente obra

Pero no todos los eruditos de la época estaban conformes con esta denominación. Arnaud Oihenart, Jerónimo de Zurita, el padre José Moret, el padre Francisco Sota y algunos más consideran que Cantabria no incluía a las provincias Vascongadas ni a Navarra.

### Fuerismo y nacionalismo
Con posterioridad a la desaparición formal del Reino de Navarra, en 1841, habían existido algunas propuestas e intentos de aproximación política entre los cuatro territorios:
- El Partido Republicano Federal (la corriente más izquierdista de las varias en las que se dividía el republicanismo español), de débil implantación en Navarra donde era liderado por Serafín Olave, en su congreso de Madrid en 1882 acordó redactar una Constitución en cada Estado de la unidad hispana. Así, Olave redactó la primera propuesta de "estatuto autonómico" para Navarra tras la Ley de Confirmación de Fueros de 1839, denominada "Constitución futura de Navarra o Bases redactadas según el espíritu de los antiguos Fueros, acomodado a las formas modernas". En el texto se prevé que a Navarra, definida como "región", "pueden incorporarse las tres provincias restantes, más La Rioja y la sexta Merindad" (la Baja Navarra, hoy en Francia).[7] Los naturales de dichos territorios podrían obtener el carácter de ciudadano navarro.[8] El proyecto fue aprobado por el Partido Federal de Navarra en una asamblea efectuada en Tudela del 4 de marzo de 1883.

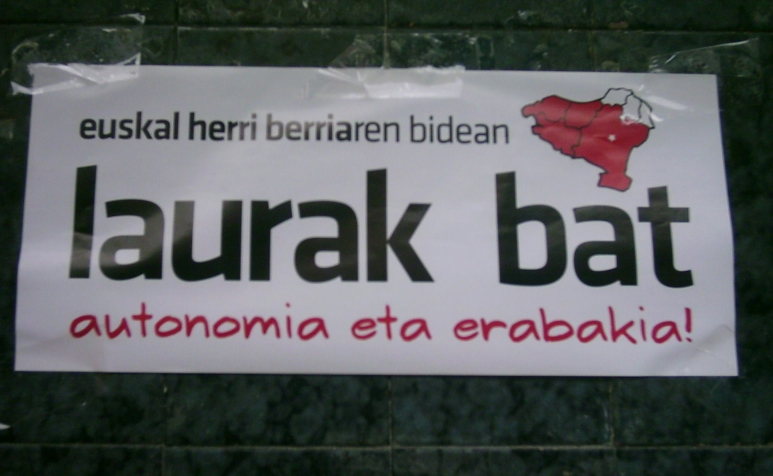
Laurak Bat. Cestona (Guipúzcoa).

- La "Gamazada" ocurrida en 1893, cuando el ministro Gamazo intenta recortar la autonomía fiscal de Navarra. Se produjo una reacción popular e institucional, tanto de carlistas como de liberales "fueristas", con significativo apoyo del resto de las provincias forales a favor de la autonomía foral de las provincias vasconavarras. El término Laurak bat, que en euskera se puede traducir como "Unión de las cuatro" o por "Cuatro en uno", fue empleado por los "fueristas" para aludir a las cuatro provincias con regímenes forales.

- Los primeros contactos de Sabino Arana con Navarra datan de 1884 pero no fue hasta 1910 que se creó el Centro de Estudios Vascos y se constituyó en 1912 la primera junta municipal del Partido Nacionalista Vasco en Navarra, que consiguió su primer diputado en Cortes, Manuel de Irujo, en 1918. El nacionalismo vasco editó distintas revistas y periódicos como Napartarra o La Voz de Navarra. La extensión del nacionalismo vasco en Navarra coincide en el tiempo con la creación de instituciones culturales compartidas, como la Sociedad de Estudios Vascos y la Real Academia de la Lengua Vasca, promovidas por las Diputaciones de Navarra, Álava, Vizcaya y Guipúzcoa.

- Reivindicaciones autonómicas y de reintegración foral en 1918 promovida por los ayuntamientos, que fue contrarrestada por los ”cuarentaiunistas” (que eran partidarios de la Ley Paccionada de 1841, y correspondían con estamentos dirigentes y conservadores católicos de Navarra) en la asamblea del 30 de diciembre de 1918 en Pamplona.

### Proyecto de Estatuto de Estella (1931)
La Comisión de Estudios Vascos presentó el 31 de mayo de 1931 un Estatuto General del Estado Vasco en el que declara un Estado Vasco autónomo dentro de la totalidad del Estado español formado por las provincias de Álava, Guipúzcoa, Navarra y Vizcaya y cuyo nombre sería Euzkadi. En él el gobierno central tendría plena autoridad en cuestiones internacionales, comunicaciones, moneda, derecho mercantil y penal, relaciones Iglesia-Estado, elecciones nacionales y fuerzas armadas en general. El gobierno vasco quedaría con plena autoridad en los demás asuntos y en la administración de los demás dentro de sus fronteras, incluyendo policía y fuerzas armadas (llamadas milicias vascas).
El 7 de junio el PNV aceptó este proyecto con algunas objeciones, ya que la jurisdicción sobre las relaciones con la Iglesia quedaban en manos del gobierno de la República. Socialistas, republicanos y carlistas también lo apoyaban, aunque todos con sus propias reservas. El resultado es que 480 de los 520 municipios de las cuatro provincias dieron su apoyo inicial al proyecto.
Se convocó para el 14 de junio, en Pamplona, una asamblea para discutir el proyecto, trasladándose la asamblea a Estella por coincidir con una asamblea para la reunificación de los carlistas. Se discutió punto por punto el proyecto y fue aprobado con una importante modificación: garantizaba la completa autonomía en las relaciones entre el nuevo Estado Vasco y la Santa Sede, y el derecho a negociar su propio concordato.
El resultado fue el conocido como Estatuto de Estella. En la asamblea de los ayuntamientos realizada en Estella, de los 220 ayuntamientos navarros presentados (que agrupaban al 89,93% de la población), 200 apoyaron el Estatuto vasconavarro.
El 22 de septiembre una delegación de 420 alcaldes se desplazó a Madrid, entregando el proyecto de estatuto al presidente de la República Alcalá Zamora. El 25 y 26 de septiembre se debatió en comisión en las Cortes, donde decidieron que el artículo sobre las relaciones Iglesia-Estado sería anticonstitucional, por lo que fue rechazado en su totalidad.
El 9 de diciembre quedó aprobada la Constitución de la Segunda República española. En ella se separaban Iglesia y Estado, se declaraba ilegal la actividad de las órdenes religiosas en España y se suprimía la educación católica estatal. Las gestoras de las diputaciones forales de las cuatro provincias vasconavarras crearon una comisión para redactar un nuevo Estatuto acorde con la Constitución, que se presentó oficialmente en junio de 1932. En este nuevo Estatuto no se mencionaba el Estado Vasco, sino una "unidad autónoma politicoadministrativa (sic) dentro del Estado español" que se llamaría País Vasconavarro en español y Euzkadi en euskera.
El nuevo documento no contaba con grandes apoyos por los carlistas, cuya dirección declaró que sus miembros deberían votar según su "conciencia individual". Mientras muchos carlistas lo tachaban de "antifuerista", el PNV contestaba diciendo que "el auténtico fuero no se ajusta a la voluntad de los que viven en el pasado, sino a la de los que viven en el día de hoy".
El 19 de julio de 1932 se convocó una asamblea de municipios en Pamplona para votar el nuevo documento. En Navarra, 127 municipios habían votado para que sus representantes lo apoyaran, mientras que 115 lo habían hecho para que votaran en contra. La asamblea se celebró en el Teatro Gayarre de Pamplona,  para decidir si Navarra continuaba en el proyecto de estatuto vasco cuatriprovincial (Vizcaya, Guipúzcoa, Álava y Navarra), tal y como rezaba su articulado:

El País Vasco integrado por las actuales provincias de Álava, Guipúzcoa, Navarra y Vizcaya constituye una entidad natural y jurídica con personalidad política propia y se le reconoce como tal el derecho a constituirse y regirse por sí mismo como Estado Autónomo dentro de la totalidad del Estado español.

La propuesta de unificación fue rechazada por 123 municipios navarros (la mayoría de izquierdas y de la Ribera Navarra, incluyendo a Pamplona y representando a 186.666 habitantes) contra 109 (135.582), con 35 abstenciones (28.859). La diferencia entre lo votado por los ayuntamientos y el resultado final fue debido a que 8 representantes de los ayuntamientos que lo apoyaban cambiaron su voto en el último momento, y otros 8 se abstuvieron. Por ello, esta asamblea fue denunciada por irregularidades, creándose un grupo denominado “Acción Autonomista” que se constituyó en agosto y que estaba integrado por personas procedentes de varios partidos políticos, presentando en septiembre un largo estudio, denso de razones jurídicas, denunciando hechos concretos. También lo denunció el periódico nacionalista vasco La Voz de Navarra.
El historiador José María Jimeno Jurío en Navarra jamás dijo no al estatuto vasco, postula que en la asamblea de municipios, en la que se aprobó la no adhesión al proyecto, no se respetó la voluntad de la mayoría de los ayuntamientos navarros, puesto que estos antes de la asamblea se habían mostrado partidarios de tal integración. Jimeno Jurío revisa una a una las actas municipales y analiza los cambios de voto producidos entre los representantes, en algunos a negativo y en otros a la abstención. En alguno de los casos constata que el voto llevó a la dimisión del alcalde. La votación considerando los cuatro territorios en dicha asamblea, reflejó 354 municipios a favor del Estatuto frente a 137 en contra.

Lo cierto era que el problema de las coacciones y votos en contra del mandato favorable otorgado por algunos ayuntamientos -varios de ellos comprobados documentalmente por J.M. Jimeno Jurio (1977)- no tenía solución jurídica sencilla, tratándose de una votación de segundo grado. Por otra parte, desde el punto de vista constitucional, hubiera sido posible seguir adelante con el Estatuto único para las cuatro provincias, amparándose en la decisión de los ayuntamientos navarros de enero de 1932 de integrar la región autónoma vasca. Sin embargo, desde el punto de vista político esta alternativa era inviable y así lo reconocieron incluso los nacionalistas, que veían muy difícil obtener a partir de este momento no sólo las dos terceras partes del censo electoral navarro, sino incluso una mayoría simple a favor del Estatuto Vasco-Navarro en Navarra.

En dicho contexto, el 9 de septiembre de 1932 las Cortes aprobaron el nuevo Estatuto Catalán, que fue ratificado y hecho ley el 15 de septiembre en San Sebastián, y el 19 de diciembre de 1932 fue aprobado el proyecto del Estatuto de Galicia por una asamblea de municipios gallegos reunida en Santiago de Compostela. Sin embargo, el procedimiento necesario, que incluía un referéndum sobre el texto no se llevó a cabo, porque no llegó a aprobarse. 
Aunque el nuevo estatuto vasco siguió su tramitación (que fue paralizada durante el bienio radical-cedista y reactivado tras el triunfo del Frente Popular en 1936), la adhesión de Navarra a dicho estatuto no volvió a plantearse.

### Transición política en Navarra (1975)
Tras el fin de la dictadura franquista (1975), durante la Transición española se volvió a reclamar por algunos sectores la necesidad de realizar un "Estatuto de Autonomía" en Navarra junto con Vizcaya, Guipúzcoa y Álava. Así, se previó la creación de un órgano preautonómico, el Consejo General Vasco en el que podrían integrarse los representantes electos por los cuatro territorios.
Este periodo transicional fue especialmente violento en Navarra, con episodios como los sucesos de Montejurra (1976), la semana proamnistía de mayo de 1977, los Sanfermines de 1978 y la violencia terrorista de ETA, entre otros. En ese escenario, finalmente el Consejo General englobó sólo Álava, Guipúzcoa y Vizcaya tras la oposición de la UCD navarra, mayoritaria en la provincia, y el cambio de línea ideológica de la rama navarra del PSE-PSOE. Durante las negociaciones para elaboración de la Constitución de 1978, el PNV promovió la integración de Navarra en una autonomía conjunta con las provincias vascas, en tanto que la UCD navarra reclamaba que cualquier incorporación de Navarra a dicha autonomía conjunta tuviese que hacerse mediante un referéndum. Finalmente, la Constitución recogió, a través de la Disposición Transitoria Cuarta, la posibilidad de que Navarra pudiese incorporarse al País Vasco. Para ello, deberían convocarse dos referéndums, uno si así lo decidiese el Parlamento de Navarra, posibilidad de la que no ha hecho uso, y otro para aprobar el nuevo estatuto.
Las fuerzas políticas mayoritarias en Navarra, que habían apostado por mantener Navarra fuera de un ente vasco-navarro, posteriormente realizaron el Amejoramiento del Fuero en 1982.
Este "amejoramiento" es la ley que, debido a la especificidad foral de Navarra, constituye el equivalente al estatuto de autonomía del resto de comunidades autónomas españolas. Al no acogerse a lo dispuesto en el artículo 157 de la Constitución, no hubo necesidad de que fuera refrendado.

### Conflicto sobre el escudo del País Vasco (1978)
A mitad de los años ochenta del siglo XX se dio un primer enfrentamiento entre los gobiernos de ambas comunidades autónomas al mantenerse el escudo de Navarra en uno de los cuarteles del escudo del País Vasco, adoptado el 2 de noviembre de 1978 por el órgano preautonómico (el Consejo General Vasco), aunque Navarra no formaba parte de él. La Diputación Foral de Navarra solicitó su eliminación y, ante la negativa del Gobierno Vasco, acudió al Tribunal Constitucional, el cual falló mediante la sentencia STC 94/1985 en favor del Gobierno de Navarra, y por tanto instó al Gobierno Vasco a la exclusión de este símbolo del escudo oficial del País Vasco por invadir y lesionar el ámbito competencial navarro.

### Órgano común permanente (1996)
En 1996 el Parlamento de Navarra aprobó la creación del denominado Órgano común permanente entre las dos comunidades autónomas.
El acuerdo de cooperación que dio lugar a dicho órgano fue aprobado por el Parlamento de Navarra el 11 de junio de 1996, bajo el gobierno tripartito formado por PSOE, EA y CDN con la oposición de UPN y Herri Batasuna. El convenio fue enviado a las Cortes Españolas para su tramitación parlamentaria con la firma del Lendakari del Gobierno Vasco, José Antonio Ardanza y del presidente del Gobierno de Navarra, Javier Otano, pero las circunstancias cambiaron súbitamente cuando dicho presidente navarro presentó pocos días después su renuncia a todos los cargos que ostentaba, el 18 de junio de 1996, al desvelarse ese mismo día en un periódico su participación en el llamado Caso Otano. Tras este hecho el PSOE apoyó el aplazamiento de la votación para la aprobación del Convenio y posteriormente fue retirado. Otano manifestó posteriormente haber sido "animado" por dirigentes de UPN el 29 de mayo a retirar el convenio a cambio de no desvelar la citada corrupción.
Juan Cruz Alli (CDN) sucedió a Otano en la presidencia el 19 de octubre de 1996 y el 29 de octubre presentó una moción para volver a realizar un acuerdo de cooperación con la CAV que no obtuvo respaldo del parlamento foral ya que las elecciones dieron la presidencia el 18 de septiembre de 1996 a Miguel Sanz (UPN) que era contrario al convenio.
La idea quedó en el olvido hasta el año 2005, en el que fue planteada una moción parlamentaria por EA que se instaba al Ejecutivo foral a crear un órgano común, siendo rechazada por PSOE y UPN.
Durante el año 2006 el "órgano" volvió a sugerirse ocasionalmente por varios partidos y dirigentes políticos suscitando la frontal oposición de UPN y CDN, así como la del secretario general del PSN:

Carlos Chivite, afirmó ayer que ni los socialistas navarros ni la Ejecutiva federal del PSOE «contemplan» dar su apoyo a un órgano común permanente entre Navarra y el País Vasco, opción por la que había apostado este fin de semana el secretario general del PSE, Patxi López, y que su compañero de filas y delegado del Gobierno en la Comunidad Foral, Vicente Ripa, calificó el lunes de «interesante y positivo».

### El plan Ibarretxe (2003)
Otro conflicto competencial entre ambas comunidades autónomas surgió a raíz de la Propuesta de Estatuto Político de la Comunidad de Euskadi presentado por el lendakari del Gobierno Vasco, Juan José Ibarretxe, el 25 de octubre de 2003 (popularmente conocido como Plan Ibarretxe) y aprobado por el Parlamento Vasco el 30 de diciembre de 2004 con los votos a favor del PNV, Eusko Alkartasuna, Ezker Batua Berdeak y tres diputados de Euskal Herritarrok y la oposición del PSE-EE y PP y tres votos en contra de Euskal Herritarrok. Desde el Gobierno de Navarra, gobernado por UPN y CDN, y con el apoyo del PSN-PSOE se protestó por la inclusión de Navarra en el pueblo vasco, tal y como recoge el preámbulo de la propuesta:

El ejercicio del derecho del Pueblo Vasco a decidir su propio futuro se materializa desde el respeto al derecho que tienen los ciudadanos y ciudadanas de los diferentes ámbitos jurídico-políticos en los que actualmente se articula a ser consultados para decidir su propio futuro. Esto es, respetando la decisión de los ciudadanos y ciudadanas de la actual Comunidad Autónoma Vasca, la decisión de los ciudadanos y ciudadanas de la Comunidad Foral de Navarra, así como las decisiones de los ciudadanos y ciudadanas de los Territorios vascos de Iparralde –Lapurdi, Behe Nafarroa, y Zuberoa.

El Gobierno de Navarra expresó su rechazo pues consideraban que la propuesta del lendakari determinaba:

...la pertenencia de Navarra a lo que califica como un pueblo con identidad propia en el conjunto de los pueblos de Europa, al margen de cualquier decisión o manifestación de voluntad del pueblo navarro y sus instituciones, y se arroga indebidamente una representación de la que carece el Parlamento vasco para incluir a Navarra y a los navarros en lo que denomina pueblo vasco [...] considera a Navarra como territorio vasco o integrante de Euskal Herria [...] considera unilateralmente a Navarra como parte de Euskal Herria.

Reflejando el rechazo frontal del Gobierno de Navarra a lo que consideraban injerencias del Gobierno Vasco al considerarles unilateralmente parte del "pueblo vasco" con el cual dicha institución no se identifica.
El Parlamento de Navarra también se manifestó al respecto, siendo el Plan Ibarretxe rechazado por la mayoría de hemiciclo aprobando una declaración propuesta por el Partido Socialista de Navarra, con el apoyo de UPN y CDN, la abstención de IU, y el voto en contra de Aralar, EA y PNV.
El rechazo de la propuesta por la mayoría de los diputados en el Congreso de los Diputados anuló toda controversia competencial, poniendo fin a la iniciativa impulsada por el Gobierno Vasco, y por tanto no siendo procedente que el Tribunal Constitucional se pronunciara al respecto.

### La Disposición Transitoria Cuarta de la Constitución Española
La vigente Constitución española de 1978, a través de la Disposición Transitoria Cuarta, expresa legalmente la posibilidad de que la Comunidad Foral de Navarra pudiera incorporarse a la comunidad autónoma del País Vasco. Dejando en manos de los navarros el ejercicio de la misma. Para ello, deberían convocarse dos referéndums, uno si así lo decidiese el Parlamento de Navarra, posibilidad de la que no ha hecho uso, y otro para aprobar el nuevo estatuto.
UPN, que presidió el Gobierno de Navarra desde 1996 hasta 2015, ha pedido reiteradamente la supresión de la Disposición Transitoria Cuarta. En su informe sobre una posible reforma de la Constitución que incluyese en el articulado de la misma una relación exhaustiva de las comunidades autónomas, el Consejo de Estado pidió "la derogación expresa o la reformulación en los términos que se juzguen adecuados", al considerar que su mantenimiento tras dicha hipotética reforma podría posibilitar, en caso de llevarse a la práctica, "la incorporación de una norma nueva a la Constitución." Puesto que la reforma constitucional no fue aprobada, el informe del Consejo de Estado carece de trascendencia y la Disposición Transitoria Cuarta mantiene plena vigencia.
En sentido similar, en el Congreso de los Diputados se planteó en 2006 una proposición no de ley del Grupo Popular, al que pertenecía UPN, en la que:

...insta al Gobierno a que admita que no está legitimado para formular ninguna declaración pública que reconozca la existencia de una nación denominada Euskal Herria integrada por siete territorios, entre ellos Navarra.

La proposición fue rechazada el 19 de diciembre de 2006 con 133 votos a favor, 174 en contra y dos abstenciones.

### Las conversaciones de Loyola (2006)
En el contexto de las conversaciones de paz habidas entre el gobierno socialista presidido por Rodríguez Zapatero y el entorno de ETA, en las que finalmente participó el PNV, a finales de 2006, tras once reuniones se redactó un borrador de unos acuerdos denominado "Bases para el diálogo y acuerdo político" y más conocido como "acuerdos de Loyola", que posteriormente sería sometido a la consideración del resto de partidos e instituciones, en el que se expresaba resumidamente: que, entre otros puntos, planteaban la creación de un órgano interinstitucional entre la CAPV y Navarra, previa la adhesión voluntaria al mismo de los ciudadanos de estos territorios.
Finalmente el proyecto de acuerdo se rompió, culpándose mutuamente los intervinientes por ello y el 5 de junio de 2007 ETA anunció mediante un comunicado enviado a dicho diario y al diario Berria que daba por finalizado el alto el fuego iniciado el 22 de marzo de 2006 y que la vuelta a las armas se hará efectiva a partir de las 0:00 del 6 de junio.

## Posiciones de ciudadanos y partidos políticos
Actualmente el debate sobre las relaciones que ambas comunidades deben tener sigue vivo. En su programa electoral a las elecciones forales de 2007, la coalición Nafarroa Bai propuso "para el medio o largo plazo, y si se contara con el respaldo de una mayoría social suficiente, una confederación con la Comunidad Autónoma Vasca", así como la creación de "instrumentos de cooperación permanente entre Navarra y la Comunidad Autónoma Vasca", similares al aprobado en 1996" En febrero de 2007, Batasuna propuso un nuevo marco político al que llamó "autonomía política", que suponía la creación de una comunidad autónoma incluyendo los cuatro territorios. En su programa electoral a las elecciones forales de 2011, la coalición Bildu propuso "la creación de un órgano institucional que elabore un estatuto de autonomía" para Navarra, Vizcaya, Guipúzcoa y Álava que sea luego "refrendado por la mayoría de la ciudadanía de cada territorio".
La posibilidad de cualquier tipo de relación o unión política cuenta con el rechazo de Unión del Pueblo Navarro y el Partido Popular de Navarra.  Por su parte, el PSOE se muestra ambiguo, siendo más favorable su federación vasca (PSE-PSOE). que su federación navarra, ambas defienden la identidad diferenciada de cada una de estas comunidades. (PSN-PSOE).
Nunca ha habido una pronunciación directa de los ciudadanos del País Vasco y Navarra sobre este asunto. El voto a las candidaturas favorables a la integración con el País Vasco ha sido constantemente minoritario en las elecciones al Parlamento de Navarra desde 1983 hasta 2011 y mayoritario en el caso de las elecciones al Parlamento Vasco. Diversos estudios sociológicos aseguran que una mayoría de los navarros apoyarían el estrechamiento de relaciones institucionales entre ambas comunidades, respetando la autonomía de Navarra y rechazando mayoritariamente su integración en la comunidad autónoma del País Vasco. En el barómetro realizado en 2016 por la Universidad Pública de Navarra se asegura que un 51 % de los navarros se muestra favorable a la creación de "un marco de colaboración permanente entre Navarra y la CAV", un 28% en contra y un 11% ni a favor ni en contra. La integración sería rechazada por el 74,1%. Otros sondeos indican cifras similares (dos de cada tres, según el sondeo de "Elkarri" de 2004, apoyarían estrechar relaciones entre ambas comunidades; un 34% frente a un 19%, según El Mundo en 1998).
Por otro lado, en el País Vasco, los sondeos indican que la sociedad vasca está mayoritariamente a favor (81%) de estrechar relaciones con Navarra.

## Relaciones económicas
Existen abundantes convenios dentro de empresas del sector alimenticio por compartir denominaciones de origen comunes, como en el caso del vino DO Rioja, queso, ...
En relación con el turismo forman parte del "Basque Country" (Spain and France), citado por la guía de viajes "Lonely Planet" como uno de los diez destinos turísticos favoritos para 2009, dentro de su blue list. Ello ha coincidido con un incremento del turismo a dicha zona, pese a ser las dos comunidades excluidas del "Plan Marco de Competitividad del Turismo Español".
El País Vasco es la comunidad que más turismo aporta a Navarra (15,5%).
Diversas instituciones privadas y colegios oficiales profesionales están establecidos de forma intercomunitaria, como los de arquitectos o el de ingenieros agrónomos.

## Relaciones deportivas
Existen deportes rurales comunes a ambas comunidades y aficiones compartidas como la de la Pelota vasca.
Los deportistas de ambas comunidades participan en las competiciones oficiales del Campeonato de Euskadi en diversas modalidades como atletismo, cross, ajedrez, ciclismo, trial, etc.

## Relaciones socioculturales
Con independencia de la influencia cultural castellana, existe en esta región ciertos aspectos culturales compartidos (mitología vasca, folclore musical vasconavarro, euskera como idioma común...)